# Daniel Lipšic
Daniel Lipšic (* 8. července 1973 Bratislava) je slovenský právník a politik, v letech 2012 až 2017 předseda hnutí NOVA, které sám založil po svém vystoupení z Křesťanskodemokratického hnutí, jehož byl dlouholetým členem a místopředsedou. V letech 2002–2006 působil jako ministr spravedlnosti, v letech 2010–2012 jako ministr vnitra Slovenské republiky. V letech 2021 až 2024 byl speciálním prokurátorem.

## Život a profesní kariéra
Je ženatý a žije v Bratislavě. V letech 1991–1996 studoval na Právnické fakultě Univerzity Komenského v Bratislavě, v roce 1994 absolvoval studijní pobyty na Georgetown University Law Center ve Washingtonu a na University of Minnesota Law School v Minneapolisu. V letech 1991 až 1995 byl předsedou Občansko-demokratické mládeže. V letech 1996 až 1997 pracoval jako vedoucí projektu konkurzního práva v Poradenském středisku pro slovenské podniky a banky, v letech 1997 až 1998 na Vojenské obvodní prokuratuře v Prešove. V roce 1997 zahájil postgraduální studium na Právnické fakultě UK v Bratislavě a roku 2000 získal titul LL.M. na Harvard Law School v Cambridge ve Spojených státech amerických. V roce 1998 a v roce 2002 pracoval v advokátní kanceláři Valko & Partners. V letech 2019 až 2021 byl partnerem slovenské pobočky mezinárodní sítě advokátních kanceláří Dentons.
Mezi lety 1998 a 2002 byl vedoucím úřadu Ministerstva spravedlnosti Slovenské republiky, 31. března 2002 se této funkce v souvislosti s přijetím zákona o státní službě, který vyžaduje u státních úředníků politickou nezávislost, vzdal.
Od 21. října 2000 zastával post místopředsedy KDH pro vnitřní politiku. V roce 2002 byl zvolen za poslance Národní rady Slovenské republiky, svůj mandát však neuplatnil, protože se stal členem druhé vlády Mikuláše Dzurindy, kde od 15. října 2002 do 7. února 2006 zastával post místopředsedy vlády a ministra spravedlnosti Slovenska. Demisi podal společně s ostatními ministry za KDH po vládní krizi vyvolané nepřijetím Smlouvy o výhradě svědomí.
V letech 2010–2012 působil jako ministr vnitra Slovenské republiky ve vládě Ivety Radičové.
Po debaklu roztříštěné slovenské pravice v předčasných parlamentních volbách, které se konaly v březnu 2012, ve kterých byl zvolen poslancem za KDH, Lipšic 27. května 2012 spolu s Janou Žitňanskou vystoupil z KDH. V září 2012 založil hnutí NOVA, jehož prvním předsedou byl zvolen v listopadu téhož roku.
V parlamentních volbách v roce 2016 kandidoval spolu s dalšími z hnutí NOVA na kandidátce strany Obyčajní ľudia a nezávislé osobnosti, byl zvolen ze 14. místa kandidátky. V září 2016 způsobil dopravní nehodu, při které zemřel chodec. V reakci na to se vzdal poslaneckého mandátu, v lednu 2017 odstoupil i z funkce předsedy hnutí NOVA.
V kauze vraždy Jána Kuciaka a Martiny Kušnírové byl právním zástupcem rodiny Kuciakových. Ještě před touto vraždou si na podzim 2017 měl zločinec Marian Kočner objednat i jeho vraždu spolu s vraždou prokurátora Maroše Žilinky.
V únoru 2021 byl zvolen do funkce speciálního prokurátora, který stál v čele slovenského Úřadu speciální prokuratury, oddělení tamějšího státního zastupitelství, které vedlo boj proti korupci a organizovanému zločinu. Ve funkci skončil v březnu 2024 po zrušení úřadu.